# Deutschordensstaat
Kị sĩ đoàn quốc Teuton (tiếng Đức: Staat des Deutschen Ordens / Deutschordensland / Deutschordensstaat / Ordensstaat, tiếng Latinh: Civitas Ordinis Theutonici) được hình thành dọc duyên hải Baltic suốt thế kỷ XIII như kết quả của cuộc Thập tự chinh phương Bắc. Tuy nhiên, dòng Kỵ sĩ Teuton không chủ trương kiểm soát lĩnh thổ này mà phát mại từng phần cho các vương công Âu châu để có ngân khoản duy trì tổ chức. Ngày nay, Nhà nước Hiệp sỹ Teuton thường được xem xét từ giác độ liên minh mậu dịch kiêm quân sự.